# XLand
xLand – założone w roku 1992 przez Marka Kubowicza, Janusza Pelca i Macieja Miąsika studio produkujące gry komputerowe na platformę PC.
Przedsiębiorstwo zostało założone po odejściu Pelca z Laboratorium Komputerowego „Avalon”. W roku założenia zadebiutowało grą Electro Body. W roku 1993 do sprzedaży trafiły wersje gier Robbo i Heartlight na komputery osobiste. W Stanach Zjednoczonych Robbo zostało wydane jako Adventures of Robbo przez Epic Megagames, zaś wszystkie trzy gry sprzedawano jako Epic Puzzle Pack. Pelc opuścił studio w 1995 roku.
W wywiadzie dla „Bajtka”, Pelc i Miąsik podkreślali, że dla nich działalność związana z pisaniem gier nie jest hobbystyczna, jak w przypadku wielu wcześniejszych twórców gier komputerowych, a czysto zawodowa; krytykowali gry „działające dobrze tylko na komputerze autora” – nieodpowiednio przetestowane, nie zaprogramowane tak, by działać tak samo niezależnie od szybkości i konfiguracji komputera. Testowali gry na pięciu komputerach w różnych konfiguracjach, wyposażonych w cztery karty dźwiękowe, dźwięk nagrywali na profesjonalnym wtedy Minidiscu.
xLand chciał publikować dalsze konwersje gier z ośmiobitowych komputerów (w roku 1994 w planach była konwersja Freda), lecz twórcy stwierdzili, ze sprzęt klasy PC potrzebuje nowych formatów rozrywki, a nie powielania dotychczasowych. W planach wydawniczych mieli grę wyścigową Excessive Speed, nad którą prace podjęli w roku 1993. Odmiennie od obowiązujących wtedy kanonów gier wyścigowych, w których „skręcała” droga, a pojazd był nieruchomy, cała płaszczyzna toru wyścigowego była obracana i skalowana na bieżąco podczas rozgrywki, a tekstury narzucano metodą mapowania. Planowano również realistyczne oświetlenie, elementy otoczenia, takie jak trawa, rzeki, mosty, i wielokolorową mgłę. Excessive Speed, podobnie, jak Electro Body 2 nie udało się jednak wydać.
Studio nie planowało pisać gier na systemy inne niż komputer osobisty PC, zamierzało też podnieść poprzeczkę wymagań sprzętowych; o ile trzy wydane tytuły działały na każdym w zasadzie procesorze, dowolnej karcie graficznej od HGC po VGA i dowolnym urządzeniu do odtwarzania dźwięku, od PC Speakera po Sound Blastera, planowane tytuły miały wymagać procesorów Intel 80386, kart graficznych VGA i kart dźwiękowych. Pelc i Miąsik pisali nowe programy również wyłącznie w środowisku typowym dla takiego sprzętu, czyli w IDE WATCOM C, mimo jego niedogodności.
xLand był dystrybutorem na Polskę gier Epic Pinball wydanej jako Fliper oraz Digital Warriors.